# Joseph Vianey
Joseph Vianey, né en 1864 et mort en 1939, parent du curé d'Ars, est un spécialiste de littérature française, professeur à la faculté des lettres de Montpellier dont il fut doyen pendant vingt-deux ans.

## Biographie
Parent du saint curé d'Ars, il naît quelques années après la mort de son illustre aïeul le 6 juillet 1864 à Lyon.
Il est deux fois agrégé, en grammaire et en lettres. Il enseigne quelques années au lycée d'Annecy et au collège Stanislas.

### Carrière à la faculté de Montpellier
En 1893, à l'âge de 29 ans, il est nommé maître de conférences à la faculté des lettres de Montpellier où il fera toute sa carrière.
En 1900 il est nommé professeur adjoint, et l'année suivante titularisé professeur.
En 1912 il est nommé doyen de la faculté et le restera jusqu'à sa retraite en 1934. Son successeur au décanat Pierre Jourda rédigera sa nécrologie.

### Décès
Le doyen Joseph Vianey s'éteint le 13 avril 1939 au terme d'une longue maladie, après avoir travaillé jusqu'à son dernier jour.

## Publications
- Deux sources inconnues de Rotrou, Dole : C. Blind, 1891
- Mathurin Regnier, thèse, Paris, Hachette, 1896, prix Montyon de l’Académie française en 1898
- Quomodo dici possit Tacitum fuisse summum pingendi artificem, Parisiis : Hachette, 1896
- Victor Hugo et ses sources : Aymerillot, Le mariage de Roland, Les pauvres gens, Montpellier, Imprimerie centrale du Midi, 1901
- Les sources Italiennes de "L’Olive", Macon, Protat frères, 1901
- Le Bienheureux Curé d'Ars (1786-1859), collection "Les Saints", Paris, Librairie Victor Lecoffre, 1905.
- The blessed John Vianney : Curé d’Ars : patron of parish priests ; translated by C.W.W / London, Duckworth & Co, 1906
- Giuseppe Vianney : Il Beato curato d'Ars : (1786-1859), Roma, Desclée, 1906
- Les Sources de Leconte de Lisle, Montpellier, Coulet et fils, éditeurs, 1907
- La Légende et l'histoire de Frédéric Barberousse dans les "Burgraves" de Victor Hugo, Montpellier : Imprimerie générale du midi, 1909
- Le Pétrarquisme en France au XVIe siècle, Montpellier, Coulet et fils, 1909, prix Marcelin Guérin de l’Académie française en 1910
- Notes sur les origines des chœurs d'Esther, Paris : Colin, 1909
- [Préface à l'éd. des "Amours" de P. de Ronsard / commentés par Marc Antoine de Muret, publ., d'après le texte de 1578, par Hugues Vaganay, ...] ... / Paris : H. Champion, 1910
- L'explication française I, Le théâtre classique, Paris, A. Hatier, 1912
- L'explication française II-III, Fables de la Fontaine, Paris, A. Hatier, 1912
- L'Explication française. I. Le théâtre classique. [-II. Fables de La Fontaine. III. Orateurs et moralistes du XVIIe siècle.], Paris, A. Hatier, 1912
- Bertaut et la réforme de Malherbe, par MM. Vaganay et Vianey, Paris, Armand Colin, 1912
- Saint François Régis, apôtre du Vivarais et du Velay (1597-1640), Paris, V. Lecoffre, 1914
- Saint François Régis (1597-1640), Paris, Gabalda, 1914
- L'explication française IV, Les grands classiques des XVIe siècle, XVIIIe siècle et XIXe siècles, Paris, A. Hatier, 1914
- L'explication française au baccalauréat et à la licence ès lettres, 2e éd. / Paris, A. Hatier, 1917-1920
- Le Bienheureux curé d'Ars, 1786-1859, Paris : V. Lecoffre, 1921
- Victor Hugo : Les Contemplations, Paris : Hachette, 1922, prix Saintour de l’Académie française en 1923
- Le bienheureux curé d'Ars : patron des curés français (1786-1859), 34e édition / Paris : Librairie Victor Lecoffre, 1923
- Chefs-d'œuvre poétiques de Marot, Du Bellay, Ronsard, d'Aubigné, Régnier, avec introd., bibliogr., notes, grammaire, lexique et ill. documentaires par Joseph Vianey, Paris : Hatier, 1924
- Le saint Curé d'Ars : patron des curés français (1786-1859), Paris, J. Gabalda, 1925
- St. François Régis : apotre du Vivarais et du Velay : (1597-1640), 6e éd., Paris, Lecoffre, 1925
- Les Grands poètes de la nature en France : Leçons professées à l'université de Bruxelles, Poitiers, Soc. franc. d'imprimerie, 1926
- Le saint curé d'Ars : patron des curés français (1786-1859), 45e ed., Paris; Librairie Lecoffre, J. Gabalda et Fils, 1928
- L'Éloquence de Bossuet dans sa prédication à la Cour, conférences faites à la Faculté des lettres de Montpellier, Paris, Boivin, 1929
- L'Explication française : au baccalauréat et à la licence ès-lettres, 5e édition / Paris, A. Hatier, 1929
- Chefs-d'œuvre poétiques de Marot - Du Bellay - Ronsard - d'Aubigné - Régnier, Avec introduction, bibliographie, notes, grammaire, lexique et illustrations documentaires par Joseph Vianey / Paris, Hatier, 1929
- Les Regrets de Joachim du Bellay, Paris : Société française d'éditions littéraires et techniques, 1930, cop. 1930
- St. François Régis : apôtre du Vivarais et du Velay, (1597-1640), 9e éd., Paris, Victor Lecoffre, 1931
- Les odes : de Ronsard, Paris : Soc. Franc. d'Éd. Litt. ét Technique, 1932
- Les Poèmes barbares de Leconte de Lisle, Paris : Société française d'éditions littéraires et techniques, 1933
- L'explication française au baccalauréat et à la licence ès lettres, 6e éd., Paris : A. Hatier, 1934
- Les épîtres de Marot, Paris : Société française d'éditions littéraires et techniques, 1935, cop. 1935
- L'Art du vers chez Clément Marot, Paris : Droz, 1936
- Les prosateurs du XVIe siècle, Paris : Hatier, 1939
- La psychologie de La Fontaine étudiée dans quelques fables, Paris : Edgar Malfère, 1939, cop. 1939
- Montaigne conteur, Paris : Boivin, 1940
- L'Explication française au baccalauréat et à la licence ès-letteres, 7e éd. / Paris : A. Hatier, 1947
- Les épîtres de Marot, Paris : Nizet, 1962
- Les regrets de Joachim du Bellay, Paris : Nizet, 1967
- Mathurin Régnier, Genève : Slatkine reprints, 1969
- Le pétrarquisme en France au XVIe siècle, Genève : Slatkine reprints, 1969
- Les Sources de Leconte de Lisle, Genève : Slatkine Reprints, 1973
- Le pétrarquisme en France au XVIe siècle, Genève : Slatkine reprints, 2013
- L'Explication française, 2e édition / Paris : Hatier, [1921]
- Le Saint curé d'Ars (1786-1859), 41e éd / Paris : Lecoffre, [s.d.]
- Les poèmes barbares de Leconte de Lisle, Paris : Société française d'éditions littéraires et techniques, 1933 ; Nizet, 1955
- Les Odes de Ronsard, Paris : SFELT, impr. 1946, cop. 1946
- Mathurin Régnier, Genève : Slatkine Reprints, impr.1969
- La légende et l'histoire de Frédéric Barberousse dans les "Burgraves" de Victor Hugo